# Edison Denisov
Edison Vasilievich Denisov (Tomsk, Rússia 6 de abril de 1929 — Paris, França 24 de novembro de 1996) foi um compositor russo "Anticoletivista", "dissidente" da música soviética.

## Biografia
Denisov nasceu em Tomsk, na Sibéria de uma família de físicos, que lhe deu o primeiro nome muito incomum Edison, em honra do grande inventor americano. Estudou matemática antes de decidir gastar a sua vida escrevendo. Esta decisão foi entusiasticamente apoiada por Dmitri Shostakovich, que lhe deu instruções na composição.

## Obras
- 1956-9 Soldier Ivan ópera
- 1964 Le soleil des Incas The Sun of Incas)
- 1964 Italian Songs
- 1966 Les pleurs
- 1968 Ode (em memória de Che Guevara)
- 1968 Musique Romantique
- 1968 Autumn
- 1969 String Trio
- 1969 Wind Quintet
- 1969 Silhouettes
- 1969 Chant des Oiseaux
- 1969 DSCH
- 1970 Duas canções sobre poemas de  Ivan Bunin
- 1970 Peinture
- 1970 Sonate for alto saxophone and piano
- 1971 Piano Trio
- 1972 Cello Concerto
- 1972 Sonata for Solo Clarinet
- 1973 La vie en rouge
- 1974 Piano Concerto
- 1974 Signes en blanc
- 1975 Flute Concerto
- 1977 Violin Concerto
- 1977 Concerto Piccolo
- 1980 Requiem
- 1981 L'écume des jours (ópera)
- 1982 Tod ist ein langer Schlaf
- 1982 Chamber Symphony No. 1
- 1982  Concerto for bassoon, cello and orchestra
- 1984 Confession
- 1985 Three Pictures after Paul Klee
- 1986 Quatre Filles
- 1986 Viola Concerto
- 1986 Oboe Concerto
- 1987 Symphony No. 1
- 1989 Clarinet Concerto
- 1989 Four Poems
- 1991 Guitar Concerto
- 1992 History of Life and Death of Our Lord Jesus Christus
- 1993 Sonata for clarinet and piano
- 1993 Concerto for flute, vibraphone, harpsichord and string orchestra
- 1993 Completion of Debussy's opera Rodrigue et Chimène
- 1994 Chamber Symphony No. 2
- 1994 Sonata for alto saxophone and cello
- 1995 Morning Dream
- 1995 Choruses for Medea
- 1995 Completion of Schubert's opera-oratorio Lazarus oder Die Feier der Auferstehung D689
- 1995 Trio for flute, bassoon and piano
- 1995 Des ténèbres à la lumière
- 1996 Symphony No. 2
- 1996 Three Cadenzas for Mozart's Concerto for flute and harp
- 1996 Sonata for two flutes
- 1996 Concerto for flute and clarinet with orchestra
- 1996 Femme et oiseaux (The Woman and the Birds)
- 1996 Avant le coucher du soleil